# Crash Boom Bang!
 (novembre 2018).
Si vous disposez d'ouvrages ou d'articles de référence ou si vous connaissez des sites web de qualité traitant du thème abordé ici, merci de compléter l'article en donnant les références utiles à sa vérifiabilité et en les liant à la section « Notes et références ».
Crash Boom Bang est un jeu vidéo du type party game de la série Crash Bandicoot sorti le 27 octobre 2006 sur Nintendo DS.

## Modes de jeu
Quatre modes de jeu sont disponibles :
- Mode aventure : Permet de jouer au mode Histoire en solo.
- Mode festival : Permet de jouer à n'importe quel stage déjà débloqué en solo ou multijoueur.
- Mode salon : Permet de jouer aux mini-jeux en solo ou multijoueur, et d'accéder aux options.
- Téléchargement DS : Permet de jouer à 5 mini-jeux en téléchargement une carte :
  - Canoë Crash
  - Crash sur glace
  - Course de poneys
  - Tir Crash
  - Transporteur

## Personnages
On retrouve 8 personnages jouables :
- Coco
- Crash
- Pura
- Pinstripe
- Crunch
- Cortex
- Faux Crash
- Tawna

## Stages
Il y a 6 stages disponibles :
- Ville portuaire (Stage 1) : Se situe dans un port.
- Désert (Stage 2) : Se situe dans un désert.
- Grande ville (Stage 3) : Se situe dans une ville à gratte-ciels.
- Volcan (Stage 4) : Se situe dans un volcan.
- Mer profonde (Stage 5) : Se situe au fond de la mer.
- Tour (Stage 6) : Se situe dans une vieille tour sinistre.

## Mini-jeux
On retrouve 40 mini-jeux, à débloquer au cours du jeu.
- Boule de combat
- Mélange Crash
- Canoë Crash
- Calque bandicoot
- Puzzle Crash
- Obstacles Crash
- Combat de marteaux
- Belle prise
- Bowling Crash
- Où est l´homme ?
- Balle Crash
- Cible Crash
- Labyrinthe
- Aéroglisseur
- Les différences
- Transporteur
- Mappemonde
- Course du quart
- Lancer de marteau
- Lancer francs
- Crash Goal !
- Pizzéria
- Plumes soyeuses
- Bon anniversaire
- Balancement
- Squash Crash
- Corde Crash
- Poche Crash !
- Flipper Crash
- Golf Crash
- Combat de fruits
- Combat aérien
- Crash sur glace
- Ballon Crash
- Chute libre
- Fosse en folie
- Quiz silhouette
- Combat de robots
- Course de poneys
- Tir Crash

Une fois débloqués, ces mini-jeux sont jouables en mode Salon.